# Созон
Созо́нт или Созо́н — мужское русское личное имя греческого происхождения; восходит к др.-греч. σώζω — «спасать»; Σώζων («спасающий», «спаситель») — в древнегреческой мифологии эпитет Зевса и других богов.
Современная православная форма имени — Созо́нт. В святцах до середины XVII века встречались формы Сазо́н, Саза́н. Разговорные формы имени — Созо́ний, Созо́нтей.
В христианском именослове имя Созонт связано прежде всего с мучеником Созонтом Помпеольским (Киликийским; †305), пострадавшим за веру в правление императора Максимиана.
О былой распространённости тех или иных имён косвенно свидетельствуют патронимные фамилии. От имени Созон и его вариантов образовались фамилии Сазонов (217-е место в списке общерусских фамилий), Созонтов, Сазонтьев, Сазанович и другие.

## Именины
Православные именины (даты приводятся по григорианскому календарю):
- 7 июня, 20 августа, 20 сентября, 5 ноября.